# Appani
Appani (en ruso: Аппаны) es un pueblo de Rusia perteneciente a la República de Saja. Está situado en el distrito de Namtsi a 5 kilómetros de Namtsi, la capital del distrito. Su población en 2010 era de 1492 habitantes.